# دارگلین
دارگلین (به آلمانی: Dargelin) یک شهر در آلمان است که در فرپومرن-گرایفسوالد واقع شده‌است. دارگلین ۴۰۱ نفر جمعیت دارد.